# Перинальдо
Перинальдо (итал. Perinaldo) — коммуна в Италии, располагается в регионе Лигурия, в провинции Империя.
Население составляет 918 человек (2008 г.), плотность населения составляет 44 чел./км². Занимает площадь 21 км². Почтовый индекс — 18032. Телефонный код — 0184.
Покровителем коммуны почитается святитель Николай Мирликийский, празднование 6 декабря.

## Демография
Динамика населения:

## Города-побратимы
- Турв, Франция
- Буэй-Арриба, Куба

## Известные горожане
В Перинальдо родились:
- Кассини, Джованни Доменико — астроном и инженер
- Маральди, Жак Филипп — астроном и математик
- Маральди, Джованни Доменико — астроном

## Администрация коммуны
- Официальный сайт: https://web.archive.org/web/20090918200517/http://www.perinaldo.org/